# Anoectochilus papuanus
Anoectochilus papuanus  (лат.) — вид однодольных растений рода Анектохил (Anoectochilus) семейства Орхидные (Orchidaceae). Под текущим таксономическим названием был описан ботаником Уолтером Киттриджем в 1984 году.
Синонимичное название-базионим — Eucosia papuana Schltr..

## Распространение, описание
Эндемик Папуа — Новой Гвинеи. Типовой экземпляр собран в провинции Маданг.
Корневищный геофит. Наземное травянистое растение маленького размера с яйцевидными либо широко-яйцевидными листьями. Соцветие несёт 1—3 цветка размером 5 мм.